# Авадай
Авадай (баш. Әүәҙәй) — деревня в Кубиязовском сельсовете Аскинского района Республики Башкортостан России.

## Население
| 2002 | 2009 | 2010 |
| ---- | ---- | ---- |
| 131  | ↘23  | ↘13  |

Согласно переписи 2002 года, преобладающая национальность — башкиры (97 %).

## Географическое положение
Расстояние до:
- районного центра (Аскино): 19 км,
- центра сельсовета (Кубиязы): 4 км,
- ближайшей железнодорожной станции (Куеда): 130 км.